# Теодор Моно
Теодор Моно (на френски: Théodore André Monod) е френски изследовател, зоолог и хуманист.
За първи път посещава Сахара на 21 годишна възраст, като територията толкова го очарова със своите фосили, праисторически надписи, скали и минерали, че той остава свързан с нея за цял живот. Убежденията му са свързани със силна пацифистка и хуманистка християнска вяра. Още от дете е силно любознателен, изучава Библията и чете гръцките класици. Завършва Сорбоната с диплома по зоология, но има интереси също към ботаниката, геологията, палеонтологията и историята.
Първата си изследователска мисия осъществява на борда на океанографски кораб. През 1922 година е натоварен със задачата да проучи морската фауна по бреговете на Мавритания – случай, който го отвежда в пустинята. През 1925 година Музея по естествена история му дава задачата да проучи водната фауна в района на езерото Чад. Две години по-късно заминава на научна експедиция в пустинята Сахара от средиземноморския бряг до Дакар, по заръка на Френското географско дружество. От тогава пустинята става постоянна част от живота му.
Обхожда почти цялата пустиня Сахара, а през 1934 година прекарва в нея четиринайсет месеца като проучва Танезруфт в Южен Алжир – дотогава непознат район на Сахара, който е избягван и от самите кервани. Когато нацистите навлизат във Франция, Моно е назначен към гарнизонния полк в Тибести. След края на войната възобновява научните си експедиции в пустинята и в продължение на много години я обхожда пеша или на камила.
За Моно пустинята е източник на вдъхновение за неговите философски разсъждения. Той пише за мира, войната, природата и ролята на човечеството върху Земята.
През 1996 година почти сляп прекосява Сахара за последен път на 94 годишна възраст. Умира на 98 години във Версай.

## Избрана библиография
- Méharées, (1937)
- L'Émeraude des garamantes, (1984)
- L’Hippopotame et le philosophe (1993)
- Désert lybique (1994)
- Majâbat Al-Koubrâ (1996)
- Maxence au désert (1995)
- Tais-toi et marche … (2002)